# アイ・キルド・ザ・ザイトガイスト
『アイ・キルド・ザ・ザイトガイスト』 (I Killed the Zeitgeist) は、イギリスのロックバンド、マニック・ストリート・プリーチャーズのベーシストであるニッキー・ワイアーのソロデビューアルバム。2006年9月25日にリリース。ニッキーは歌と楽器演奏の他にも、プロデュースやアルバムデザイン、スリーヴ写真なども手がけた。

## 収録曲
全曲とも作詞・作曲はニッキー・ワイアー。
1. アイ・キルド・ザ・ザイトガイスト "I Killed the Zeitgeist" - 2:32
2. ブレイク・マイ・ハート・スロウリー "Break My Heart Slowly" - 3:36
3. ウィズドロウ｜リトリート "Withdraw / Retreat" - 2:47
4. グッバイ・スイサイド Goodbye Suicide" - 2:28
5. ザ・シャイニング・パス "The Shining Path" - 3:21
6. ボビー・アンタイトルド "Bobby Untitled" - 3:24
7. ユー・ウィル・オールウェイズ・ビー・マイ・ホーム "You Will Always Be My Home" - 3:37
8. ソー・マッチ・フォー・ザ・フューチャー "So Much for the Future" - 2:15
9. スタブ・ユア・ハート "Stab YR Heart" - 3:43
10. キミノ・ロック "Kimino Rock" - 2:42
11. ゼエンゾクト "Sehnsucht (Neu Song)" - 1:57
12. ニッキー・ワイアーズ・ラスト "(Nicky Wire's) Last" - 2:57
13. エヴリシング・フェイズ "Everything Fades" - 6:27

### 限定盤シークレットトラック
1. オーシャン・レイン "Ocean Rain" （エコー&ザ・バニーメンのカバー）

### 日本盤ボーナストラック
1. メモリー・バケット "Memory Bucket"
2. アフターブルーム "Afterbloom"

## 参加ミュージシャン
- ニッキー・ワイアー - ボーカル、ギター、ベース
- ジェームス・ディーン・ブラッドフィールド - ギターソロ、コーラス (#3, #10)
- ニック・ナスミス - オルガン (#8)
- グレッグ・ヘイヴァー - ドラムス、コーラス